# Gentianella cerastioides x selaginifolia
Gentianella cerastioides x selaginifolia là một loài thực vật có hoa trong họ Long đởm. Loài này được mô tả khoa học đầu tiên.